# Teorema di Cramér-Wold
Il teorema di Cramér-Wold (dai suoi autori Harald Cramér e Herman Ole Andreas Wold), utilizzato nella teoria della misura
afferma che una misura di probabilità di Borel in {\displaystyle \mathbb {R} ^{k}}
è unicamente determinata dalla totalità delle sue proiezioni unidimensionali.
Siano
{\displaystyle {\overline {X}}_{n}=(X_{n1},\dots ,X_{nk})\;}
e
{\displaystyle \;{\overline {X}}=(X_{1},\dots ,X_{k})}
vettori casuali di dimensione k. Allora {\displaystyle {\overline {X}}_{n}} converge a {\displaystyle {\overline {X}}} se e solo se:
{\displaystyle \sum _{i=1}^{k}t_{i}X_{ni}{\frac {D}{\overrightarrow {\infty }}}\sum _{i=1}^{k}t_{i}X_{i}.}
per ogni {\displaystyle (t_{1},\dots ,t_{k})\in \mathbb {R} ^{k}} 
Vale a dire se per ogni prefissata combinazione lineare delle coordinate di 
{\displaystyle {\overline {X}}_{n}} converge in distribuzione alla corrispondente combinazione lineare di {\displaystyle {\overline {X}}}.